# Setmana Catalana de Ciclisme
La Setmana Catalana de Ciclisme va ser una cursa ciclista disputada a Catalunya entre el 1963 i el 2005. El primer vencedor fou José Pérez-Francés i el darrer Alberto Contador. Sis ciclistes, amb dues victòries, són els que més vegades l'han guanyat: José Pérez-Francés, Luis Ocaña, Eddy Merckx, Alex Zülle, Laurent Jalabert i Michael Boogerd.

## Història
A inicis dels 60 s'organitzaven a Catalunya una sèrie de curses d'un dia. Potser per la falta de tradició o per la falta d'especialistes en clàssiques (a excepció del gran Miquel Poblet), aquestes proves d'un dia catalanes no tenien el mateix predicament que les grans proves per etapes com la Volta a Catalunya. Per evitar la desaparició d'aquestes proves, Albert Assalit, president de la Federació Catalana de Ciclisme, amb Joaquim Sabaté i Antoni Vallugera, va tenir la idea d'agrupar totes aquestes proves en una setmana. Cada cursa atorgava uns punts i al final el guanyador era el que més punts tenia. D'aquesta manera, l'any 1963 naixia la Setmana Catalana de Ciclisme. El desenvolupament de la prova fou ràpid i la cursa agafà ràpidament gran prestigi a Europa. Amb el pas del temps, la prova passà a disputar-se per temps i finalment era organitzada per l'Esport Ciclista Barcelona.
La primera Setmana Catalana fou organitzada per la Federació Catalana amb la col·laboració de diverses entitats, l'Agrupació Ciclista Montjuïc, la Penya Solera i l'Esport Ciclista Barcelona i rebé el nom de I Challenge Drink (mantingué aquest nom fins a 1967) i comptà amb les següents proves:
- I trofeu Doctor Assalit, organitzat per l'Esport Ciclista Barcelona
- XVIII trofeu Jaumandreu, organitzat per l'Agrupació Ciclista Montjuïc
- XXVI trofeu Masferrer, organitzat per la Federació Catalana de Ciclisme
- I trofeu Nicolau Casaus, organitzat per la Penya Solera
- I Gran Premi Drink, organitzat per la Federació Catalana de Ciclisme

El primer vencedor de la prova fou José Pérez-Francés, un corredor santanderí, però instal·lat a Barcelona. Des d'ell, fins avui, el parmarès té l'orgull de comptar amb grans campions mundials com Luis Ocaña, Raymond Poulidor, Joop Zoetemelk, Eddy Merckx, Claude Criquielion, Sean Kelly, Stephen Roche, Alex Zülle, Pedro Delgado o Laurent Jalabert.
El 2005 fou la darrera edició disputada.

## Palmarès
| Any                | Vencedor                    | Segon                          | Tercer                      | Resum de l'edició        |
| ------------------ | --------------------------- | ------------------------------ | --------------------------- | ------------------------ |
| 1963               | José Pérez-Francés          | Antonio Suárez Vázquez         | Fernando Manzaneque         | Setmana Catalana de 1963 |
| 1964               | José Pérez-Francés          | Josep Segú Soriano             | Eusebio Vélez Mendizábal    | Setmana Catalana de 1964 |
| 1965               | José Luís Talamillo         | Antonio Bertrán Panadés        | Gregorio San Miguel Angulo  | Setmana Catalana de 1965 |
| 1966               | José Manuel López Rodríguez | Antonio Gómez del Moral        | José Manuel Lasa Urquía     | Setmana Catalana de 1966 |
| 1967               | Domingo Perurena            | Jaume Alomar Florit            | José Pérez Francés          | Setmana Catalana de 1967 |
| 1968               | Mariano Díaz                | Luis Pedro Santamarina         | Eusebio Vélez Mendizábal    | Setmana Catalana de 1968 |
| 1969               | Luis Ocaña                  | José Antonio González Linares  | Dino Zandegu                | Setmana Catalana de 1969 |
| 1970               | Italo Zilioli               | Raymond Poulidor               | Luis Ocaña                  | Setmana Catalana de 1970 |
| 1971               | Raymond Poulidor            | Gösta Pettersson               | Luis Ocaña                  | Setmana Catalana de 1971 |
| 1972               | Miguel María Lasa           | Raymond Poulidor               | Jesús Manzaneque            | Setmana Catalana de 1972 |
| 1973               | Luís Ocaña                  | Eddy Merckx                    | Herman van Springel         | Setmana Catalana de 1973 |
| 1974               | Joop Zoetemelk              | Eddy Merckx                    | Joaquim Agostinho           | Setmana Catalana de 1974 |
| 1975               | Eddy Merckx                 | Luís Ocaña                     | Joop Zoetemelk              | Setmana Catalana de 1975 |
| 1976               | Eddy Merckx                 | Gonzalo Aja                    | Giuseppe Perletto           | Setmana Catalana de 1976 |
| 1977               | Freddy Maertens             | Joseph Bruyere                 | Michel Pollentier           | Setmana Catalana de 1977 |
| 1978               | Enrique Cima                | Miguel María Lasa              | Pere Vilardebó Vila         | Setmana Catalana de 1978 |
| 1979               | Claude Criquielion          | Faustino Rupérez               | Felipe Yáñez                | Setmana Catalana de 1979 |
| 1980 no es disputà |                             |                                |                             |                          |
| 1981               | Sven-Ake Nilsson            | Vicent Belda Vicedo            | Alberto Fernández Blanco    | Setmana Catalana de 1981 |
| 1982               | Jostein Wilmann             | Theo de Rooy                   | Tommy Prim                  | Setmana Catalana de 1982 |
| 1983               | Alberto Fernandez           | Faustino Rupérez               | Raimund Dietzen             | Setmana Catalana de 1983 |
| 1984               | Phil Anderson               | Raimund Dietzen                | Eduardo Chozas              | Setmana Catalana de 1984 |
| 1985               | Josep Recio                 | Phil Anderson                  | Felipe Yáñez                | Setmana Catalana de 1985 |
| 1986               | Felipe Yáñez                | Jean Claude Bagot              | Guido Winterberg            | Setmana Catalana de 1986 |
| 1987               | Vicent Belda                | Peter Hilse                    | Miguel Indurain             | Setmana Catalana de 1987 |
| 1988               | Sean Kelly                  | Anselmo Fuerte                 | Iñaki Gastón                | Setmana Catalana de 1988 |
| 1989               | Raimund Dietzen             | Pedro Delgado                  | Pedro Saúl Morales González | Setmana Catalana de 1989 |
| 1990               | Iñaki Gastón                | Toni Rominger                  | Raúl Alcalá                 | Setmana Catalana de 1990 |
| 1991               | Stephen Roche               | Anselmo Fuerte                 | Joaquim Llach               | Setmana Catalana de 1991 |
| 1992               | Alex Zülle                  | Iñaki Gastón                   | Raúl Alcalá                 | Setmana Catalana de 1992 |
| 1993               | Pedro Delgado               | Laudelino Cubino               | Laurent Dufaux              | Setmana Catalana de 1993 |
| 1994               | Stefano Della Santa         | Laurent Dufaux                 | Andrew Hampsten             | Setmana Catalana de 1994 |
| 1995               | Francesco Frattini          | Alex Zülle                     | Aitor Garmendia             | Setmana Catalana de 1995 |
| 1996               | Alex Zülle                  | Iñigo Cuesta                   | Francesco Casagrande        | Setmana Catalana de 1996 |
| 1997               | Juan Carlos Domínguez       | Alex Zülle                     | Viatxeslav Iekímov          | Setmana Catalana de 1997 |
| 1998               | Michael Boogerd             | Laurent Jalabert               | Alex Zülle                  | Setmana Catalana de 1998 |
| 1999               | Laurent Jalabert            | Michael Boogerd                | Wladimir Belli              | Setmana Catalana de 1999 |
| 2000               | Laurent Jalabert            | Javier Pascual Rodríguez       | Giuseppe di Grande          | Setmana Catalana de 2000 |
| 2001               | Michael Boogerd             | Danilo Di Luca                 | Manuel Beltran              | Setmana Catalana de 2001 |
| 2002               | Juan Miguel Mercado         | Giuseppe Guerini               | Serhí Hontxar               | Setmana Catalana de 2002 |
| 2003               | Dario Frigo                 | Josep Jufré                    | David Latasa                | Setmana Catalana de 2003 |
| 2004               | Joaquim Rodríguez           | Miguel Ángel Martín Perdiguero | Josep Jufré                 | Setmana Catalana de 2004 |
| 2005               | Alberto Contador            | Vicente David Bernabeu         | Peio Arreitunandia          | Setmana Catalana de 2005 |